# Hiragana
Hiragana (jap. ひらがな, ヒラガナ, 平仮名) – jeden z dwóch japońskich systemów pisma sylabicznego kana. Drugim z nich jest katakana. Każdemu znakowi hiragany odpowiada znak katakany.

## Historia
Hiragana powstała z man'yōgany jako pierwszy sylabariusz japoński. Ten system pisma, wywodzący się z kaligraficznego, „trawiastego” stylu chińskiego, umożliwił zastąpienie znaków kanji własnym pismem fonetycznym, dostosowanym do wymowy japońskiej.
Początkowo hiragana nie była akceptowana powszechnie. Elity, arystokracja i osoby wysoko postawione wolały korzystać wyłącznie z kanji. Historycznie regularna forma kanji (kaisho) była używana przez mężczyzn, a forma zapisu kursywnego (w znaczeniu płynnych połączeń pomiędzy znakami w piśmie pionowym; sōsho – pismo „trawiaste”) – przez kobiety. Hiragana kursywna stała się popularna wśród kobiet, które na ogół nie miały dostępu do tego samego poziomu wykształcenia, co mężczyźni. Kobiety arystokracji dworskiej pierwotnie wykorzystywały ją do pisania listów i poezji. Z tego powodu hiragana była czasem nazywana „pismem kobiet” (arch. onnade, 女手). Na przykład w Opowieści o Genji i innych wczesnych powieściach autorki wykorzystały tylko hiraganę. Później także mężczyźni zaczęli używać jej do zapisu prac literackich i nieoficjalnego pisania, na przykład listów osobistych, podczas gdy kanji były wykorzystywane do oficjalnych dokumentów.

## Wykorzystanie współcześnie
Hiragana jest używana głównie do zapisu:
- okurigany, czyli odmiennych końcówek gramatycznych japońskich słów, np. ostatnie trzy sylaby w wyrazie 飲まれた nomareta („zostało wypite”);
- różnego rodzaju partykuł, przedrostków i przyrostków, np. に ni (partykuła miejsca i celu), さん -san (przyrostek, tytuł grzecznościowy po imionach i nazwiskach), お o- (przedrostek honoryfikatywny);
- japońskich słów, które nie mają własnego zapisu kanji, dla zapisu których obecnie nie stosuje się kanji, albo które są używane na tyle rzadko, że ich kanji są nieznane przeciętnemu Japończykowi, np. きらきら kira-kira („błyszcząco, świecąco”; brak zapisu kanji), おい oi („ej!”; brak zapisu kanji), ひげ hige („zarost”; zamiast 髭), ほとんど hotondo („prawie”; zamiast 殆ど), する suru („robić”; zamiast 為る);
- furigany objaśniającej wymowę znaków; spotykane głównie z rzadziej używanymi kanji;
- zamiast kanji w materiałach przeznaczonych dla dzieci i obcokrajowców;
- w celach artystycznych, estetycznych, zamiast kanji i katakany;
- nadawanych imion.

Na sylabariusz hiragany składa się 48 znaków:
- 5 samodzielnych samogłosek;
- połączenia spółgłoskowo-samogłoskowe, składające się z 9 spółgłosek połączonych z każdą z 5 samogłosek, z zastrzeżeniem, że:
  - 3 sylaby (yi, ye i wu) nie istnieją;
  - 2 sylaby (wi i we) wyszły z użycia we współczesnej japońszczyźnie;
  - 1 sylaba (wo) jest wymawiana tak samo jak samogłoska o we współczesnej japońszczyźnie i jest używana wyłącznie jako partykuła;
- 1 samodzielna spółgłoska.

Znaki te są umieszczane w tabeli zwanej 五十音図 gojūonzu („tabela 50 dźwięków”) wraz ze znakiem ん, który stawia się poniżej. Tabela przedstawiona jest poniżej.
| Końcowe samogłoski | Samodzielne samogłoski | K- | S- | T- | N- | H- | M- | Y- | R- | W-   |
| ------------------ | ---------------------- | -- | -- | -- | -- | -- | -- | -- | -- | ---- |
| -A                 | あ                     | か | さ | た | な | は | ま | や | ら | わ   |
| -I                 | い                     | き | し | ち | に | ひ | み |    | り | (ゐ) |
| -U                 | う                     | く | す | つ | ぬ | ふ | む | ゆ | る |      |
| -E                 | え                     | け | せ | て | ね | へ | め |    | れ | (ゑ) |
| -O                 | お                     | こ | そ | と | の | ほ | も | よ | ろ | を   |
| N na końcu sylaby  | ん                     |    |    |    |    |    |    |    |    |      |

## Znaki
Poniżej znajduje się tabela znaków hiragany (wymagane japońskie czcionki) oraz ich odczytanie w transkrypcji Hepburna, znaki zaznaczone na czerwono nie są obecnie używane. Zobacz uwagi co do wymowy w artykule głównym kana.
| あ a  | い i    | う u    | え e  | お o  | (ya)                             | (yu)                             | (yo)                             |
| ----- | ------- | ------- | ----- | ----- | -------------------------------- | -------------------------------- | -------------------------------- |
|       |         |         |       |       |                                  |                                  |                                  |
| か ka | き ki   | く ku   | け ke | こ ko | きゃ kya                         | きゅ kyu                         | きょ kyo                         |
| さ sa | し shi  | す su   | せ se | そ so | しゃ sha                         | しゅ shu                         | しょ sho                         |
| た ta | ち chi  | つ tsu  | て te | と to | ちゃ cha                         | ちゅ chu                         | ちょ cho                         |
| な na | に ni   | ぬ nu   | ね ne | の no | にゃ nya                         | にゅ nyu                         | にょ nyo                         |
| は ha | ひ hi   | ふ fu   | へ he | ほ ho | ひゃ hya                         | ひゅ hyu                         | ひょ hyo                         |
| ま ma | み mi   | む mu   | め me | も mo | みゃ mya                         | みゅ myu                         | みょ myo                         |
| や ya |         | ゆ yu   |       | よ yo |                                  |                                  |                                  |
| ら ra | り ri   | る ru   | れ re | ろ ro | りゃ rya                         | りゅ ryu                         | りょ ryo                         |
| わ wa | ゐ wi   |         | ゑ we | を wo |                                  |                                  |                                  |
|       |         |         |       | ん n  | っ (znak podwajający spółgłoskę) | っ (znak podwajający spółgłoskę) | っ (znak podwajający spółgłoskę) |
|       |         |         |       |       |                                  |                                  |                                  |
| が ga | ぎ gi   | ぐ gu   | げ ge | ご go | ぎゃ gya                         | ぎゅ gyu                         | ぎょ gyo                         |
| ざ za | じ ji   | ず zu   | ぜ ze | ぞ zo | じゃ ja                          | じゅ ju                          | じょ jo                          |
| だ da | ぢ (ji) | づ (zu) | で de | ど do | ぢゃ (ja)                        | ぢゅ (ju)                        | ぢょ (jo)                        |
| ば ba | び bi   | ぶ bu   | べ be | ぼ bo | びゃ bya                         | びゅ byu                         | びょ byo                         |
| ぱ pa | ぴ pi   | ぷ pu   | ぺ pe | ぽ po | ぴゃ pya                         | ぴゅ pyu                         | ぴょ pyo                         |
|       |         |         |       |       |                                  |                                  |                                  |
|       |         | ゔ vu   |       |       |                                  |                                  |                                  |

## Sposób zapisu
Poniższa tabela przedstawia sposób zapisu każdego znaku hiragany. Liczby i strzałki wskazują kolejność i kierunek kresek.
UWAGA! We współczesnym języku japońskim nie używa się znaków wi i we.

## Pochodzenie

Powstanie i rozwój hiragany z man’yōgany

Rysunek obok przedstawia wyprowadzenie znaków hiragany ze znaków man’yōgany.